# Lübs
Lübs es un municipio situado en el distrito de Pomerania Occidental-Greifswald, en el estado federado de Mecklemburgo-Pomerania Occidental (Alemania), a una altitud de 12 metros. Su población a finales de 2016 era de 350 habs. y su densidad poblacional, 12 hab/km².
Se encuentra al sur de la laguna de Szczecin.